# Solenopsis molesta
Solenopsis molesta är en myrart som först beskrevs av Thomas Say 1836.  Solenopsis molesta ingår i släktet eldmyror, och familjen myror.

## Underarter
Arten delas in i följande underarter:
- S. m. molesta
- S. m. validiuscula

## Bildgalleri

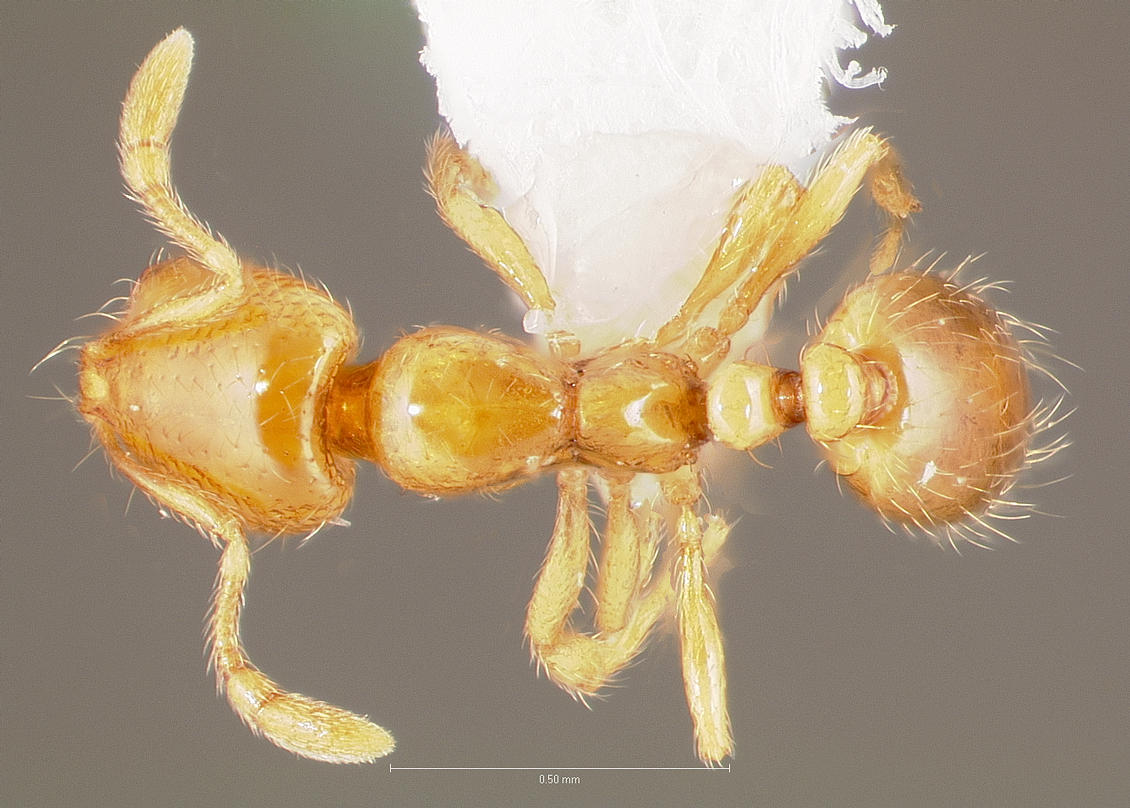
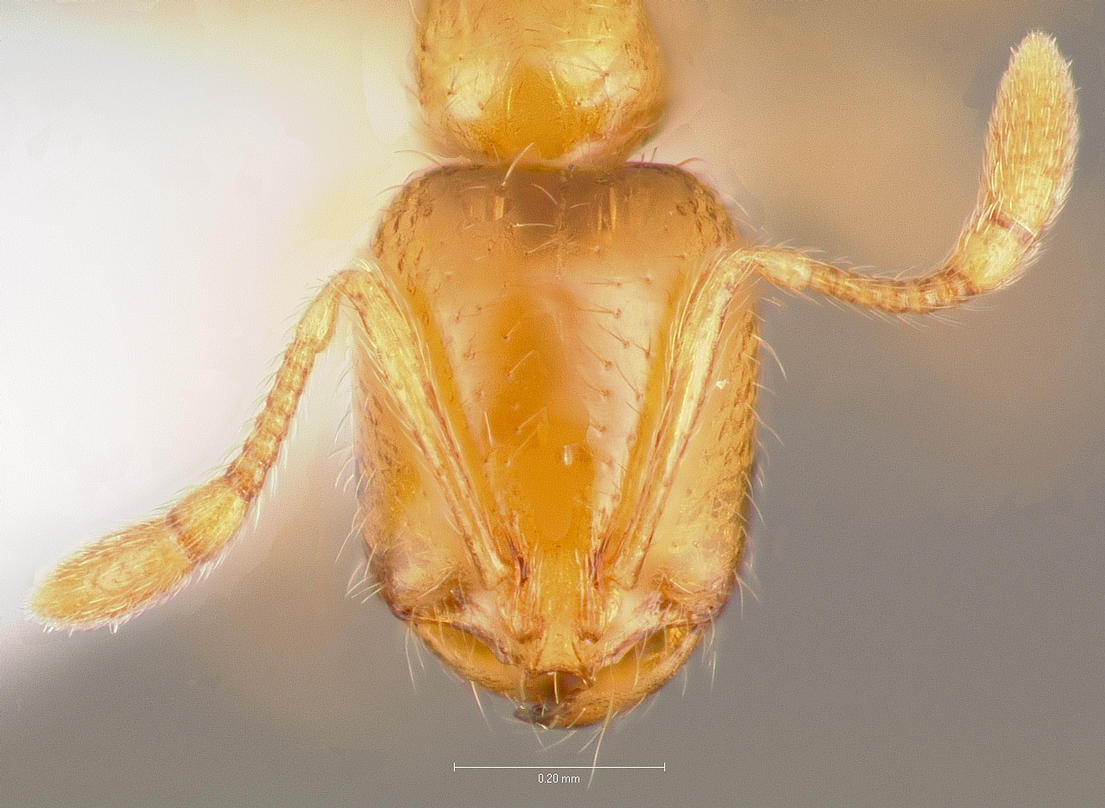
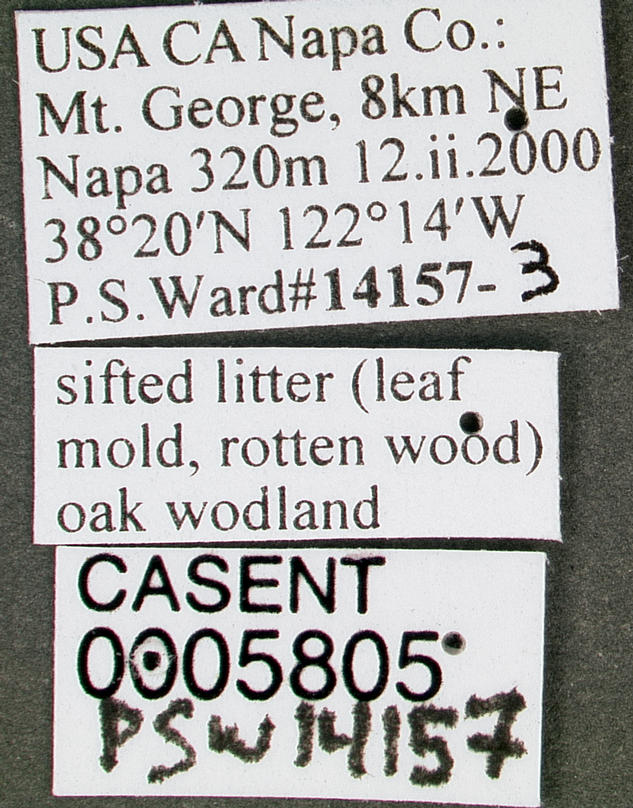
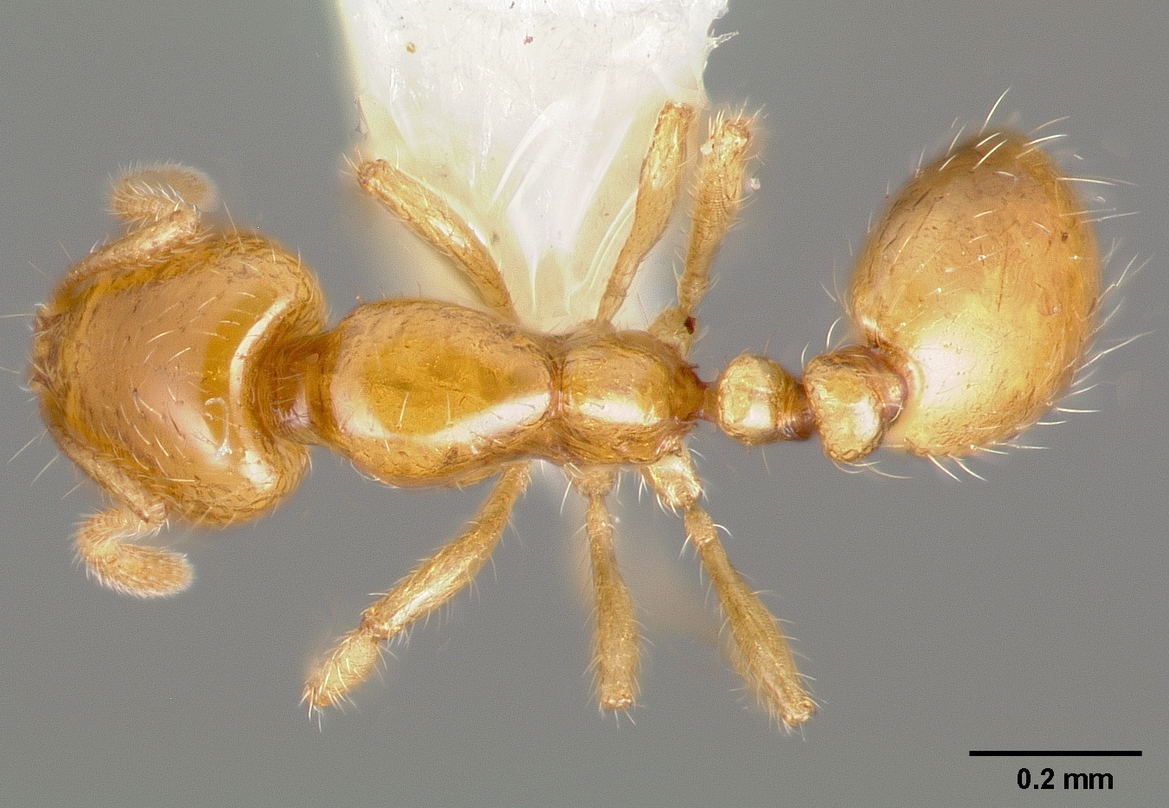
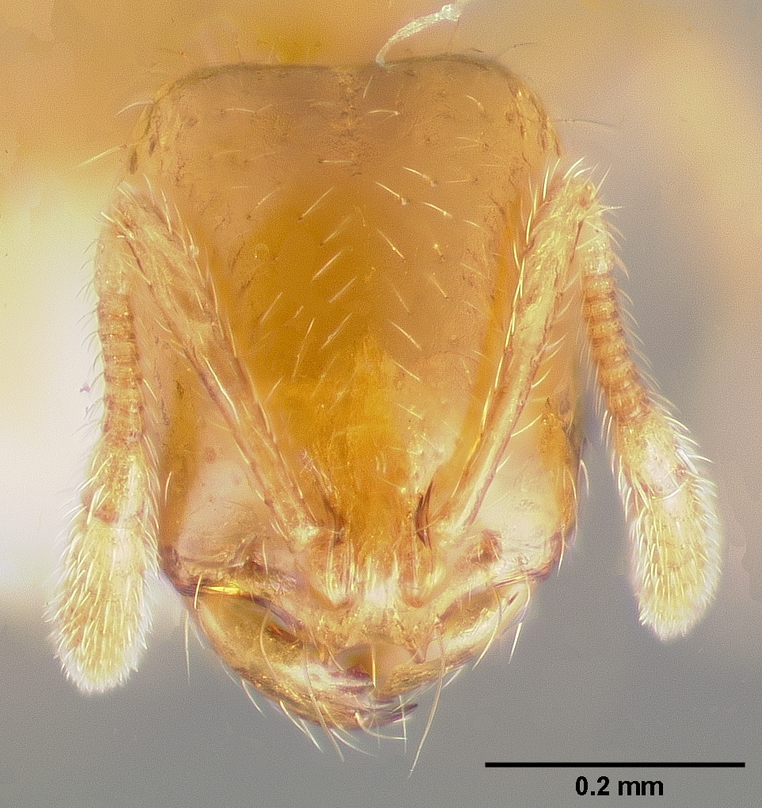
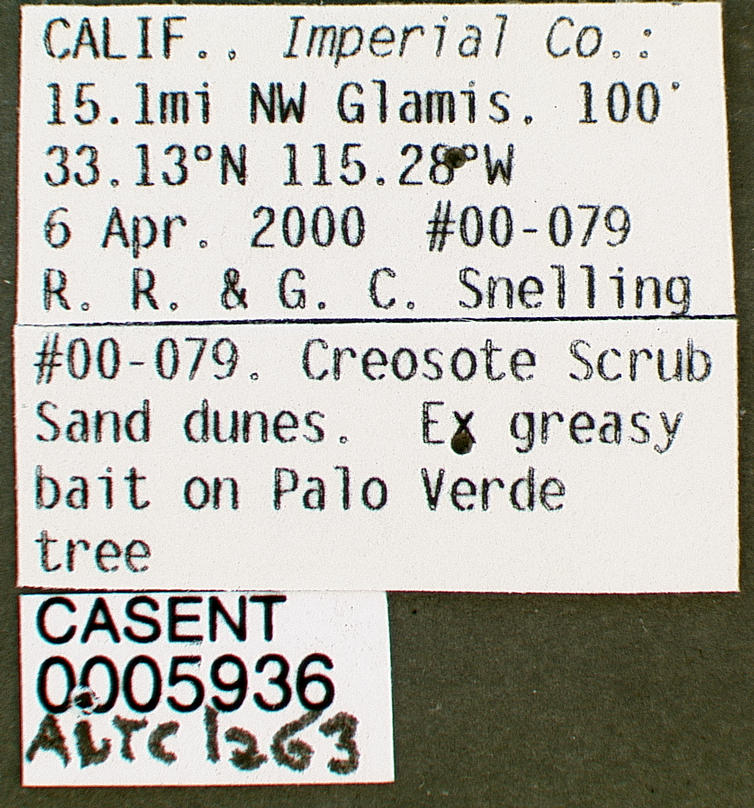